# Gleysol
Gleysol ist eine Referenzbodengruppe der World Reference Base for Soil Resources (WRB). In dieser Gruppe werden diejenigen Böden zusammengefasst, die stark durch Grundwasser oder durch reduzierende gasförmige Stoffe beeinflusst sind und entsprechende Redox- oder Reduktionsmerkmale entwickelt haben.

## Abgrenzung und Definition
Gleysols sind nach der WRB-Klassifikation Mineralböden mit Zeichen einer auf Reduktion und ggf. Diffusion und Reoxidation zurückgehenden Verlagerung von Eisen gekennzeichnet, erkennbar z. B. an typischen Farben oder Anreicherungen in Form von Rostflecken, in ihren grundwasser- oder reduktgasbeeinflussten Horizonten.

### Kennzeichnende Bodenhorizonte
In der WRB-Bodenklassifikation sind Gleysols definiert als Böden mit gleyic Eigenschaften mit wenigstens zeitweise reduzierenden Bedingungen (reducing conditions) (siehe unten), die innerhalb der obersten 40 cm im Boden auftreten. Aufgrund ihrer Stellung im Bestimmungsschlüssel dürfen Gleysols keine der nachfolgenden Bodenhorizonte aufweisen:
- einen salz- (salic) oder schwefelangereicherten (thionic) Bodenhorizont oberhalb 50 cm
- einen durch starke Schwellung und Schrumpfung gekennzeichneten, stark tonhaltigen Bodenhorizont (vertic)
- einen tonangereicherten, natriumreichen Bodenhorizont (natric)
- einen permanent gefrorenen Bodenhorizont (cryic)
- einen Bodenhorizont mit hohen Anteilen künstlichen Materials (artefacts)
- einen der Anthrosols kennzeichnenden Horizonte (hortic, plaggic, terric, pretic, irragric oder anthraquic mit hydragric).

Zusätzlich müssen die gleyic Eigenschaften und reduzierenden Bedingungen
- in einer Tiefe von nicht mehr als 40 cm beginnen und über eine Mächtigkeit von mindestens 25 cm entwickelt sein oder
- unmittelbar unterhalb eines dunklen, humusreichen mollic oder umbric Horizonts einsetzen, der reduzierende Bedingungen oberhalb 40 cm aufweist, über eine Mächtigkeit von mindestens 10 cm entwickelt sein und tiefer als 65 cm unter der Mineralbodenoberfläche hinabreichen

und der Boden muss vergleichsweise tiefgründig und darf nicht zu reich an Steinen sein.

### DiegleyicEigenschaften
Die gleyic Eigenschaften sind in der WRB wie folgt definiert:
- mindestens 95 % des Horizonts mit reduktimorphen Farben (grau, gelblich-grün, grünlich, bläulich oder schwarz) oder
- 5 % Rostflecken oder Eisenkonkretionen, insbesondere entlang von Wurzelröhren oder im äußeren Bereich der Bodenaggregate.

### Diereducing conditions
Die reduzierenden Bedingungen sind in der WRB wie folgt definiert:
- ein rH-Wert (negativer Logarithmus des Wasserstoffpartialdrucks) (berechnet als Eh·29−1 + 2·pH) < 20 oder
- Vorhandensein von Eisen in Form freien Fe2+, nachweisbar durch Rotfärbung bei Zugabe von 0,2 %iger α,α-Dipyridyllösung in 10-%iger Essigsäure, oder
- Vorhandensein von Eisensulfid oder
- Vorhandensein von Methan.

Die reduzierenden Bedingungen entstehen aufgrund der Verdrängung der sauerstoffführenden Luft durch das Grundwasser oder reduzierende Stoffe in gasförmigem Zustand.

## Verbreitung
Gleysols sind überall auf dem Festland, insbesondere in Niederungen verbreitet. Sie sind dort mit Fluvisols vergesellschaftet, aus denen sie sich durch pedogene Auflösung der Sedimentschichtung entwickeln können. Sie kommen außerdem unter geringer Wasserbedeckung, an tidebeeinflussten Küsten auch im Gezeitenbereich vor. Sie entwickeln sich in der Regel aus Lockergesteinen.

## Lokale Bezeichnungen
Gleysols gibt es mit ähnlicher Bezeichnung in vielen Bodenklassifikationen. In der deutschen Bodensystematik werden sie den Gleyen, Marschen, Watten oder den subhydrischen Böden zugeordnet, in der russischen Klassifikation den Gleyzems. In Brasilien werden sie aktuell als Gleissolos und in Australien als Hydrosols bezeichnet. In der US Soil Taxonomy bilden sie keine eigene Ordnung, sondern werden mit dem Präfix Aqu gekennzeichnet, etwa Endoaquoll (Mollisols) oder Endoaquept (Inceptisols), soweit sie nicht den Wassents (Entisols) zugeordnet werden.